# Rainn Wilson
Rainn Dietrich Wilson (n. 20 ianuarie 1966, Seattle, Washington, SUA) este un actor, comediant, scriitor, regizor, om de afaceri și producător american. Este cel mai cunoscut pentru rolul lui Dwight Schrute din sitcom-ul NBC The Office, pentru care a fost nominalizat de trei ori consecutiv la Premiile Emmy pentru cel mai bun actor secundar într-un serial de comedie. 

## Filmografie
| † | Indică lucrări care nu au fost încă lansate |

### Film
| An   | Titlu                                    | Rol                            | Note                                                                              |
| ---- | ---------------------------------------- | ------------------------------ | --------------------------------------------------------------------------------- |
| 1999 | Galaxy Quest                             | Lahnk                          |                                                                                   |
| 2000 | Almost Famous                            | David Felton                   |                                                                                   |
| 2001 | America's Sweethearts                    | Dave O'Hanlon                  |                                                                                   |
| 2002 | Full Frontal                             | Brian                          |                                                                                   |
| 2003 | House of 1000 Corpses                    | Bill Hudley                    |                                                                                   |
| 2003 | Baadasssss!                              | Bill Harris                    |                                                                                   |
| 2005 | The Life Coach                           | Dr. Watson Newmark             |                                                                                   |
| 2005 | Sahara                                   | Rudi Gunn                      |                                                                                   |
| 2006 | My Super Ex-Girlfriend                   | Vaughn Haige                   |                                                                                   |
| 2007 | The Last Mimzy                           | Larry White                    |                                                                                   |
| 2007 | Juno                                     | Rollo                          |                                                                                   |
| 2008 | The Rocker                               | Robert 'Fish' Fishman          |                                                                                   |
| 2009 | Monsters vs. Aliens                      | Gallaxhar (rol de voce)        |                                                                                   |
| 2009 | Transformers: Revenge of the Fallen      | Profesor Colan                 | Cameo                                                                             |
| 2010 | The New Recruits                         | Narator                        |                                                                                   |
| 2010 | Super                                    | Frank Darbo / The Crimson Bolt | De asemenea, producător executiv                                                  |
| 2010 | Hesher                                   | Paul Forney                    |                                                                                   |
| 2010 | Peep World                               | Joel Meyerwitz                 |                                                                                   |
| 2013 | The Stream                               | Adult Ernest                   |                                                                                   |
| 2014 | Cooties                                  | Wade Johnson                   |                                                                                   |
| 2015 | Uncanny                                  | Castle                         |                                                                                   |
| 2015 | The Boy                                  | William Colby                  | Nominalizare – Premiul Fangoria Chainsaw pentru cel mai bun actor în rol secundar |
| 2016 | Army of One                              | Agent Simons                   |                                                                                   |
| 2017 | Permanent                                | Jim Dixon                      |                                                                                   |
| 2017 | Smurfs: The Lost Village                 | Gargamel (voce)                |                                                                                   |
| 2017 | Shimmer Lake                             | Andy Sikes                     |                                                                                   |
| 2018 | The Death of Superman                    | Lex Luthor (voce)              |                                                                                   |
| 2018 | The Meg                                  | Jack Morris                    |                                                                                   |
| 2018 | Where in the Hell is the Lavender House? |                                | Producător executiv, documentar despre farsa Longmont Potion Castle               |
| 2019 | Reign of the Supermen                    | Lex Luthor (voce)              |                                                                                   |
| 2019 | Brightburn                               | Frank Darbo / The Crimson Bolt | Cameo (doar fotografie)                                                           |
| 2019 | Batman: Hush                             | Lex Luthor (voce)              |                                                                                   |
| 2019 | Blackbird                                | Michael                        |                                                                                   |
| 2020 | Justice League Dark: Apokolips War       | Lex Luthor (voce)              |                                                                                   |
| 2020 | Don't Tell a Soul                        | Hamby                          |                                                                                   |
| 2020 | Don't Look Back                          | George Reed                    | Cameo Cunoscut și ca Good Samaritan                                               |
| 2022 | Hitpig †                                 | Villan (voce)                  | În producție                                                                      |
| TBA  | Jerry and Marge Go Large †               |                                | Post-producție                                                                    |
| TBA  | Weird: The Al Yankovic Story †           | Dr. Demento                    |                                                                                   |

### TV
| An         | Titlu                                           | Rol                                    | Note |
| ---------- | ----------------------------------------------- | -------------------------------------- | --- |
| 1997       | One Life to Live                                | Casey Keegan                           | |
| 1999       | The Expendables                                 | Newman                                 | Film TV |
| 2000       | Road Rules: Maximum Velocity Tour               | Roadmaster                             | nemenționat |
| 2001       | Charmed                                         | Kierkan                                | Episodul: "Coyote Piper" |
| 2001       | When Billie Beat Bobby                          | Dennis Van De Meer                     | Film TV |
| 2001       | Dark Angel                                      | Phil                                   | Episodul: "I and I Am a Camera" |
| 2001       | CSI: Crime Scene Investigation                  | Guy in Supermarket                     | Episodul: "The Strip Strangler" |
| 2002       | Law & Order: Special Victims Unit               | Janitor                                | Episodul: "Waste" |
| 2003       | Monk                                            | Walker Browning                        | Episodul: "Mr. Monk Goes to the Ballgame" |
| 2003–2005  | Six Feet Under                                  | Arthur Martin                          | 13 episoade Screen Actors Guild Award for Outstanding Performance by an Ensemble in a Drama Series |
| 2005       | Numb3rs                                         | Martin Grolsch                         | Episodul: "Vector" |
| 2005       | Entourage                                       | R. J. Spencer                          | Episodul: "I Love You Too" |
| 2005–2013  | The Office                                      | Dwight Schrute                         | 9 sezoane (201 episoade) Screen Actors Guild Award for Outstanding Performance by an Ensemble in a Comedy Series (2006–07) Nominalizare – Primetime Emmy Award for Outstanding Supporting Actor in a Comedy Series (2007–09) Nominalizare – Screen Actors Guild Award for Outstanding Performance by an Ensemble in a Comedy Series (2008–12) |
| 2007       | Saturday Night Live                             | Gazdă                                  | Episodul: "Rainn Wilson/Arcade Fire" |
| 2008       | Tim and Eric Nite Live!                         | The Psychic                            | Episodul: "1.8" |
| 2008; 2010 | Tim and Eric Awesome Show, Great Job!           | Diverse                                | 5 episoade |
| 2009       | Reno 911!                                       | Calvin Robin Tomlinson                 | Episodul: "Digging with the Murderer" |
| 2010       | Family Guy                                      | Dwight Schrute (voce)                  | Episodul: "Excellence in Broadcasting" |
| 2012       | Rove LA                                         | Rolul său                              | Episodul: "Rainn Wilson/Sarah Wayne/The Miz" |
| 2013       | The High Fructose Adventures of Annoying Orange | Dr. Po (voce)                          | Episodul: "Orange James Orange" |
| 2013       | Comedy Bang! Bang!                              | Rolul său                              | Episodul: "Rainn Wilson Wears a Short Sleeved Plaid Shirt & Colorful Sneakers" |
| 2013       | Arcade Fire in Here Comes The Night Time        | Greeter; membru al echipei de pe scenă | NBC special TV |
| 2014–2018  | Adventure Time                                  | Rattleballs / Peacemaster (voci)       | 4 episoade |
| 2015       | Backstrom                                       | Detective Everett Backstrom            | 13 episoade |
| 2016       | Roadies                                         | Bryce Newman                           | Episodul: "The Bryce Newman Letter" |
| 2017       | Star Trek: Discovery                            | Harry Mudd                             | Rol secundar (2 episoade) |
| 2018       | Room 104                                        | Jim Herbers                            | Episodul: "Mr. Mulvahill" |
| 2019       | Star Trek: Short Treks                          | Harry Mudd / Harry Mudd (androizi)     | Și regizor; Episodul: "The Escape Artist" |
| 2019–21    | Mom                                             | Dr. Trevor Wells                       | 9 episoade |
| 2019       | Transparent                                     | Arthur                                 | Episodul: "Transparent Musicale Finale" |
| 2020       | Solar Opposites                                 | Mouse Milk Farmer (voce)               | Episodul: "Terry and Korvo Steal a Bear" |
| 2020       | Home Movie: The Princess Bride                  | Vizzini                                | Episodul: "Chapter Two: The Shrieking Eels" |
| 2020       | Utopia                                          | Michael Stearns                        | 8 episoade |
| 2020       | We Are the Champions                            | Narator                                | Și producător executiv |
| 2021       | The Rookie                                      | Rolul său                              | Episodul: "True Crime" |
| 2021       | Explained                                       | Narator                                | Episodul: "Chess" |
| 2022       | Dark Winds                                      | Devoted Dan                            | Rol principal |

### Jocuri video
| An   | Titlu               | Rol       | Note |
| ---- | ------------------- | --------- | ---- |
| 2009 | Monsters vs. Aliens | Gallaxhar |      |